# آبخور (شناور)

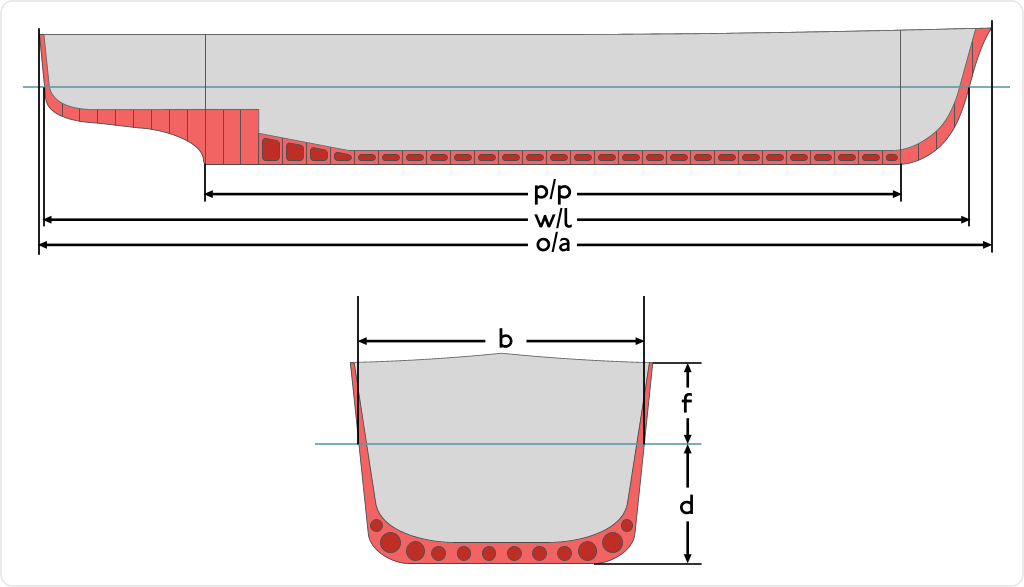
تصویری از آبخور

آبخور در کشتی‌سازی و مهندسی دریایی به فاصله عمودی از سطح آب تا پایین‌ترین بخش شناور گفته می‌شود. همچنین ژرفای بیشینه بندرها نیز آبخور نامیده می‌شود و نشان‌دهنده بیشینه آبخور شناورهایی است که می‌توانند در این بندر پهلو بگیرند.